# Maurizio Rossi (imprenditore)
Maurizio Giuseppe Rossi (Genova, 27 giugno 1957) è un imprenditore e politico italiano.

## Biografia
È proprietario dell'emittente televisiva genovese Primocanale.
All'inizio del 2013 lascia la presidenza di Primocanale per potersi candidare come capolista in Liguria della lista Con Monti per l'Italia alle elezioni politiche del 24 e 25 febbraio 2013.
Il 10 dicembre 2013 abbandona Scelta civica per l'Italia e aderisce al gruppo parlamentare Per l'Italia.
Nel maggio 2014 lascia il gruppo parlamentare Per l'Italia e aderisce al Gruppo misto, formando la componente Liguria Civica (LC), che fa riferimento al movimento civico da lui stesso fondato.
Avendo avvertito la fine della legislatura, il 18 ottobre 2017 con un articolo sul sito di Primocanale dichiara terminata la sua esperienza politica.

### Controversie
Nel maggio del 2024, nell'ambito dell'inchiesta che ha visto finire agli arresti domiciliari, tra gli altri, il Presidente della Regione Liguria Giovanni Toti, Maurizio Rossi viene indagato con l'accusa di finanziamento illecito sotto forma di campagna politica andata in onda su Primocanale: avrebbe accettato la promessa di Francesco Moncada, consigliere di amministrazione di Esselunga, di un pagamento occulto di alcuni passaggi pubblicitari in occasione delle regionali del 2020 sull'enorme pannello sulla sommità della sede della rete televisiva.